# Блиш, Джеймс
Джеймс Бенджамен Блиш (англ. James Benjamin Blish; 23 мая 1921, Ист-Ориндж, штат Нью-Джерси — 30 июля 1975, Хенли-он-Темс) — американский писатель-фантаст. Литературную критику писал под псевдонимом Вильям Ателинг-младший (англ. William Atheling Jr).

## Биография
Блиш получил образование биолога в Ратгерском университете и в 1942—1944 служил в американской армии; после войны учился в аспирантуре Колумбийского университета. Публиковаться начал в 1940 году.
C 1947 по 1963 был женат на Вирджинии Кидд.
После 1968 года писатель жил в Великобритании, в Оксфорде, где и умер от рака лёгких. Стоял у истоков британского Фонда научной фантастики (англ. Science Fiction Foundation).
Генной инженерии посвящён рассказ Блиша «Бобовый стебель» (1952) и позже переписанный в роман «Дочь титана» (1961). Идея выведения в лабораториях людей-гигантов интересна автору как отправная точка полемики с Гербертом Уэллсом и Олдосом Хаксли, а также учёным-биологом, философом науки и писателем Джоном Холдейном, обратившими внимание на неизбежную социальную плату за вторжение в механизм наследственности. Блиш в статье «Наука в научной фантастике: рассказ на тему биологии», опубликованной в 1951 году в журнале «Science Fiction Quarterly», писал: «Отнюдь не все чудеса Вселенной лежат от нас на расстоянии в миллионы световых лет — некоторые преспокойно спят себе, не вызывая наших подозрений, в нашей же крови». 
В 1950-х годах Блиш обратил на себя внимание своими рассказами, отличающимися от основной массы аналогичных произведений в американских журналах фантастики нетривиальным использованием тем. Дипломированный ученый, Джеймс Блиш, очевидно, все время помнил, что на научном жаргоне слово «тривиальный» означает просто «нулевой». В смысле — не несущий никакой значимой информации. В рассказе «Общее время» (1953) полёт к звезде Альфа Центавра оказался не столько перемещением в пространстве, сколько путешествием во времени. Кроме того, тонкий и острый критик и друг автора, Даймон Найт обнаружил в рассказе изящно замаскированный второй план, допускающий толкование с позиций психоанализа. Путешествие во времени совершает также герой рассказа «Произведение искусства» (1969) композитор Рихард Штраус (автор симфонической поэмы «Так говорил Заратустра», начальными аккордами из которой открывается фильм Кубрика «2001: космическая одиссея»). Побывав в будущем, герой рассказа приходит к неожиданному выводу: главное «произведение искусства» в его жизни — он сам вместе со своим талантом. В короткой повести «Би-и-ип» (1954) исследуется попытка «считать» информацию из будущего. 
В последние годы жизни он, уже смертельно больной, напряженно работал над расширенной версией повести — романом «Время в шахматном порядке» (1973). Экстрасенсорному восприятию посвящён роман «Джек Орлиный» (1952), в котором автор предпринял попытку дать рациональное объяснение телепатии, к которой на протяжении всей жизни относился более чем критически. Роман «Дело совести» (1958) принёс автору вторую премию «Хьюго». Повышенный интерес Блиша к философии и метафизике находит отражение и в трилогии, состоящей из романов «Доктор Мирабилис» (1964), «Чёрная пасха» (1968) и «День после Судного» (1970). Другие произведения Джеймса Блиша — серия романов, предназначенная для маленьких читателей, написанных в соавторстве с друзьями-«футурианцами» Даймоном Найтом и Робертом Паундсом, а также несколько томов новеллизаций популярного телесериала «Звёздный путь». В середине 1960-х годов Джеймс Блиш занялся организаторской деятельностью. Среди его «произведений» той поры — действующий и поныне семинар начинающих фантастов «Кларион», Ассоциация американских писателей-фантастов (пост вице-президента писатель занимал в 1966—1968 годах). 
Конец жизни Джеймс Блиш провёл в Англии, где, несмотря на тяжёлую болезнь, помогал организовывать «Фонд научной фантастики» — профессиональную гильдию британских писателей-фантастов. Умер от рака 29 июля 1975 года.

## Награды и номинации

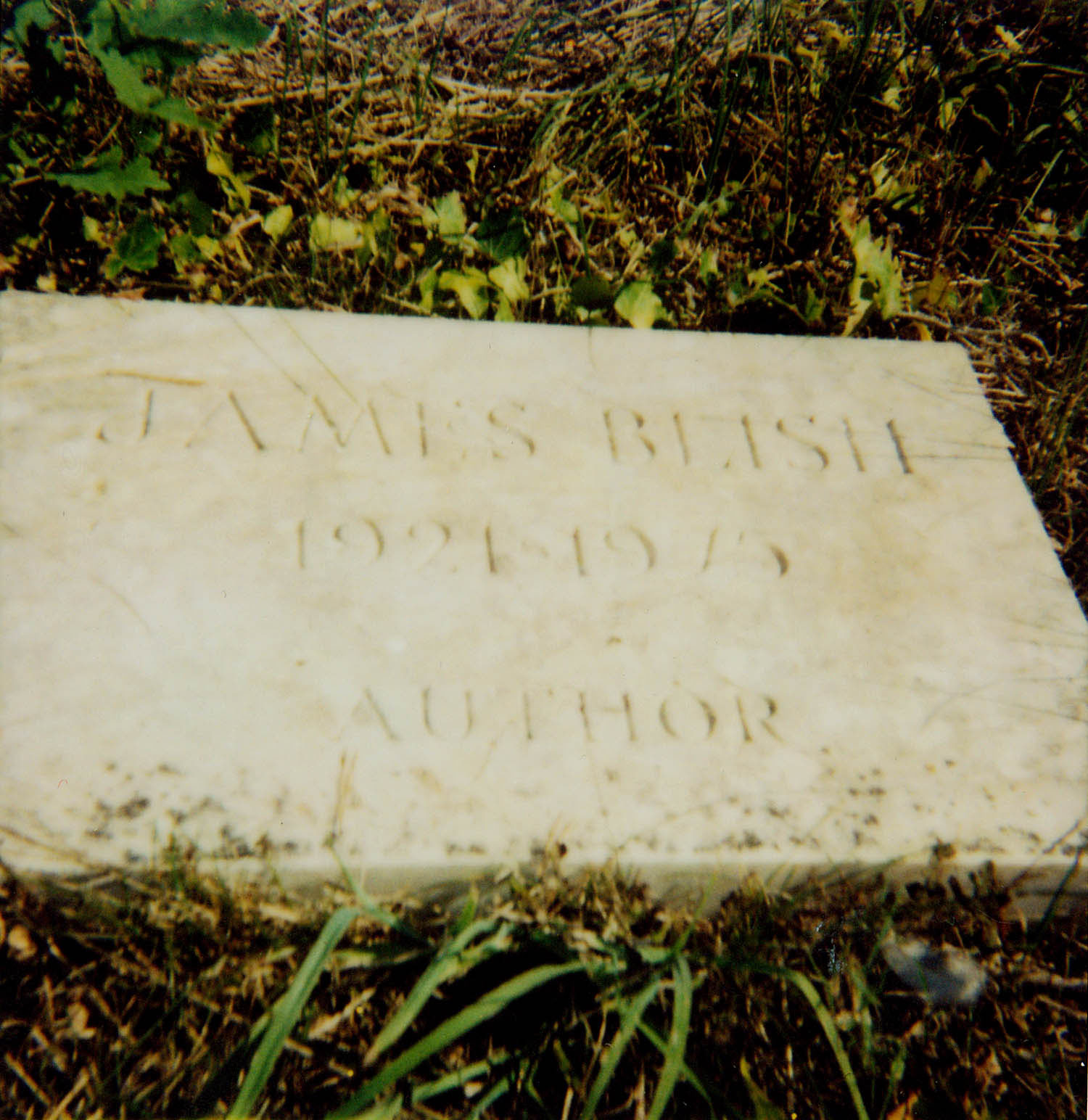
Могила Блиша

- 2002 — избран в Зал славы научной фантастики и фэнтези;
- 1977 — появилась критическая премия Джеймса Блиша (первый победитель — Брайан Олдисс);
- 1976 — специальная Премия Британской ассоциации научной фантастики;
- 1970 — номинация на премию Небьюла («Элегантное предательство», англ. A Style in Treason, «Лучшая повесть»);
- 1970 — почётный гость британского Eastercon;
- 1969 — номинация на премию Хьюго («Мы все умираем обнажёнными», англ. We All Die Naked, «Лучшая повесть»);
- 1968 — номинация на премию Небьюла («Чёрная пасха», англ. Black Easter, «Лучший роман»);
- 1965 — номинация на премию Небьюла («Отель, потерпевший кораблекрушение», англ. The Shipwrecked Hotel, «Лучшая короткая повесть», в соавторстве с Норманом Л. Найтом);
- 1960 — почётный гость Worldcon;
- 1959 — премия Хьюго в номинации «Лучший роман» («Дело совести», англ. A Case of Conscience);
- 1953/2004 — ретроспективная премия Хьюго в номинации «Лучшая короткая повесть» («Землянин, возвращайся домой», англ. Earthman, come home);
- 1953/2004 — ретроспективная премия Хьюго в номинации «Лучшая повесть» («Дело совести», англ. A Case of Conscience);
- 1950/2001 — номинация на ретроспективную премию Хьюго («Оки», англ. Okie, «Лучшая короткая повесть»).